# Радионикс
ООО "Радионикс" — научно-производственное предприятие военно-промышленного комплекса Украины, которое занимается разработкой, производством, модернизацией, техническим обслуживанием и ремонтом бортовых радиоэлектронных систем и оптико-электронного оборудования.

## Деятельность

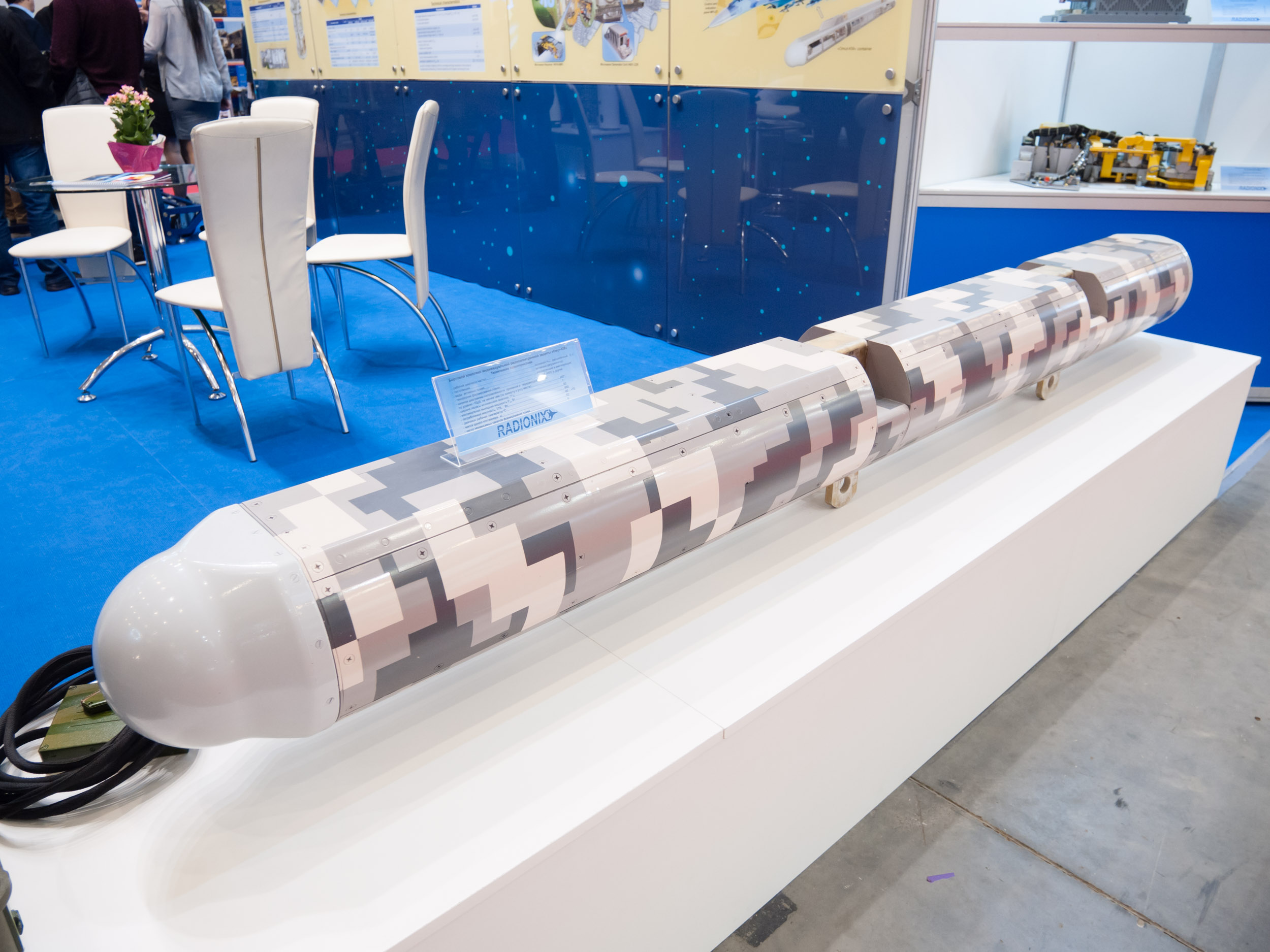
Комплекс "Омут-КМ" на оружейной выставке "Зброя та безпека-2018"

Предприятие выполняет модернизацию оптико-электронных прицельных систем и БРЛС Н001 (для истребителей Су-27) и Н019 (для истребителей МиГ-29).
Предприятие участвовало в программе модернизации штурмовиков Су-25 до уровня Су-25М1.
В 2012 году предприятие разработало и в 2013 году - представило бортовой комплекс индивидуальной радиоэлектронной защиты «Омут-К» для истребителей МиГ-29 и Су-27. Комплекс может быть изготовлен в нескольких различных вариантах исполнения и предназначен для подавления радиолокационных систем зенитно-ракетных комплексов, истребителей, а также активных и полуактивных головок самонаведения ракет.
В ноябре 2014 предприятие "Радионикс" изготовило первый опытный образец комплекса радиоэлектронной защиты "Омут-КМ", предназначенный для защиты самолётов Су-24 от зенитных ракет путём постановки помех, в дальнейшем был разработан его вариант "Омут-25КМ", предназначенный для установки на внешней подвеске под крыльями Су-25.
В октябре 2015 года было объявлено, что украинские предприятия ООО "Радионикс" и ГП "Машиностроительная фирма «Артем»" начали совместно разрабатывать на основе авиационной ракеты Р-27 новую зенитную ракету АР(ЗР)-260Т с увеличенной до 55 км дальностью (за счёт оснащения ракеты стартовым ускорителем) и новой системой наведения на цель.
В 2017 году было объявлено, что ООО "Радионикс" и ГККБ «Луч» разработали программу модернизации экспортного варианта советского зенитно-ракетного комплекса С-125 «Печора» до уровня С-125М-2УМ. Программа модернизации включает в себя замену антенного поста УНВ на радар 36Д6, модернизацию пусковой установки 5П73 и модернизацию ракет 5В27Д - с заменой твёрдого топлива в стартовом ускорителе ракеты 5С45 (что позволяет продлить срок службы зенитной ракеты ещё на 10 лет), заменой пневматического рулевого привода и привода элеронов на электрический и возможностью установки новой полуактивной головки самонаведения. В январе 2018 года прошли стрельбы модернизированного образца С-125М прошедшей модернизацию ракетой 5В27Д-М2.
Предприятие принимает участие в разработке крылатой ракеты "Нептун".
В августе 2019 года "Радионикс" получил статус спецэкспортёра (право на самостоятельный экспорт продукции военного назначения).